# ليو أرتور
ليو أرتور هو لاعب كرة قدم برازيلي، ولد في 23 مارس 1995 في أوساسكو في البرازيل. لعب مع نادي غواراني ونادي كورينثيانز ونادي موجي ميريم.

## وصلات خارجية
- ليو أرتور على موقع قاعدة بيانات كرة القدم.إي يو (الإنجليزية)
- ليو أرتور على موقع Soccerway.com (الإنجليزية)